# Isocitronsyre
Isocitronsyre er den protonerede form af isocitrat, der er et substrat i citronsyrecyklussen. Isocitrat dannes fra citrat ved hjælp af enzymet aconitase og videreføres til α-ketoglutarat af enzymet isocitrat dehydrogenase.